# BUBIBU
〈BUBIBU〉(부비부)는 대한민국의 음악그룹 에이핑크의 노래이다. 한국에서는 세번째 디지털 싱글로 2012년 7월 6일에 발매되었으며, 일본에서는 2015년 8월 26일에 발매된 《PINK SEASON》에 수록된다.

## 싱글 수록곡
전체 작사·작곡: 황금두현, 노는어린이
- 전체 편곡: 황금두현, 노는어린이, 심만주

| #            | 제목                            | 재생 시간 |
| ------------ | ------------------------------- | --------- |
| 1.           | 〈BUBIBU (Remix ver.)〉         | 3:31      |
| 2.           | 〈BUBIBU (Original ver.)〉      | 3:39      |
| 3.           | 〈BUBIBU (Remix ver.) (inst.)〉 | 3:31      |
| 총 재생 시간 | 총 재생 시간                    | 10:41     |